# Fredrik Törnwall
Jonas Fredrik Törnwall, född 5 maj 1819 i Törnsfalls socken, Kalmar län, död 16 mars 1898 i Linköping, Östergötlands län, var en svensk tonsättare, organist och domkyrkoorganist i Linköping.

## Biografi
Fredrik Törnwall föddes 1819 på Överby i Törnsfalls socken. Han var son till Jaen Jönsson och Anna Svensdotter. Törnwall blev 1834 organistelev hos organisten Johan Tribler i Hjorteds socken. Han blev 1837 organist i Västra Eneby församling. Törnwall blev elev vid Kungliga Musikkonservatoriet i Stockholm 1840, domkyrkoorganist och musiklärare vid högre allmänna läroverket i Linköping 1859. Han komponerade symfonier, kammarmusik, kantater, sånger och pianostycken samt utgav flera läroböcker i sång, Harmonilära (1865), Orgelskola (1868) samt en mycket omtvistad Koralbok (1882) tillsammans med Christofer Ludvig Anjou. I koralboken hade alla taktstreck tagits bort utom mellan versraderna. Törnwall blev 1876 ledamot av Kungliga Musikaliska Akademien. Törnwall avled 1898 i Linköping.

### Familj
Törnwall gifte sig 1840 med Elisabeth Margareta Knutsson (1823–1906). De fick tillsammans barnen Anna Törnvall (1843–) som var gift med kyrkoherden Fredrik Allard i Tjällmo församling, Fredrika Törnvall (1845–1897) som var gift med stadsläkaren Per Emil Söderwall, Maria Törnvall (1847–1881), Amadeus Ludvig Törnvall (1853–1869) och Amalia Törnvall (1862–1865). År 1859 flyttade han med hustrun och de fyra barnen från Västra Eneby socken till Linköping och därifrån 1885 till Gastorp i Svinstads socken och vidare 1890 till Marieborg i Sjögestads socken. De flyttade sedan 1891 till Sankt Kors kvarter 79 i Linköping och Törnwall bodde där fram till sin död 1898.

## Verklista

### Orkesterverk
- Symfonie Ouverture D-dur. Autograf, MTB.
- Ouverture C-dur. Autograf, MTB.

### Kammarmusik
- Kvartett för violin, viola, violoncell och piano. Autograf, Linköpings stadsbibliotek.
- Septett för violin, viola, violoncell och kontrabas samt klarinett, horn och fagott c-moll. Autograf, MTB.
- Duo för violin och piano. Autograf, MTB.
- Minne från den lugna dalen, för violin och piano. Autograf, MTB.
- Rondo för violin och piano. Autograf, MTB.

### Piano
- Gök Wals (Kinda lokalhistoriska arkiv)
- Två valser och en polka för piano (1837-1848 Abraham Hirsch, Stockholm)

### Sång
- Fem visor af Onkel Adam satta för sång vid piano (P. M. Sahlströms bok- och musikhandel, Linköping 1884)
  - 1. Barnens anlag
  - 2. Vilse i skog ("Två dagar gick jag i viller skog")
  - 3. Rosen ("Det står en ros på öde strand")
  - 4. Min tro ("Nej, låt mig tro")
  - 5. Flickan från Nordhallen ("Hör på du skog")

### Kör
- Cantate öfver Lucas 2:29-30 vid Domprosten Laurenii begrafningsakt i Linköpings domkyrka den 12 april 1866.
- Motett wid tacksägelsen öfver H. Majt Drottning Lovisas död uppförd i Linköpings domkyrka den 7 april 1871. (Autograf, MTB.)
- Lofsång. Vid Hans Majestät Konung Oscar II:s besök i Linköpings domkyrka den 21 september 1873. För S,A,T,B till accompanjemang av orgel eller piano. Ord ur Psaltaren. Linköping: P.M. Sahlströms bokhandel, 1873.
- Lofsång utförd vid invigningen av Matheuskyrkan i Linköping den 8 maj 1892. Ord ur Psaltaren. Linköping: P.M. Sahlströms bokhandel, 1892.

## Elever
- August Lagergren